# Matsumoto Takuya
Takuya Matsumoto (松本 拓也, sinh ngày 6 tháng 2 năm 1989) là một cầu thủ bóng đá người Nhật Bản.

## Thống kê câu lạc bộ
Cập nhật đến ngày 23 tháng 2 năm 2016.
| Thành tích câu lạc bộ | Thành tích câu lạc bộ | Thành tích câu lạc bộ | Giải vô địch | Giải vô địch | Cúp                   | Cúp                   | Cúp Liên đoàn | Cúp Liên đoàn | Tổng cộng | Tổng cộng |
| Mùa giải              | Câu lạc bộ            | Giải vô địch          | Số trận      | Bàn thắng    | Số trận               | Bàn thắng             | Số trận       | Bàn thắng     | Số trận   | Bàn thắng |
| Nhật Bản              | Nhật Bản              | Nhật Bản              | Giải vô địch | Giải vô địch | Cúp Hoàng đế Nhật Bản | Cúp Hoàng đế Nhật Bản | J. League Cup | J. League Cup | Tổng cộng | Tổng cộng |
| --------------------- | --------------------- | --------------------- | ------------ | ------------ | --------------------- | --------------------- | ------------- | ------------- | --------- | --------- |
| 2010                  | Shonan Bellmare       | J1 League             | 1            | 0            | 0                     | 0                     | 2             | 0             | 3         | 0         |
| 2011                  | Kawasaki Frontale     | J1 League             | 0            | 0            | 0                     | 0                     | 0             | 0             | 0         | 0         |
| 2012                  | Shonan Bellmare       | J2 League             | 0            | 0            | 0                     | 0                     | -             | -             | 0         | 0         |
| 2013                  | Giravanz Kitakyushu   | J2 League             | 2            | 0            | 1                     | 0                     | -             | -             | 3         | 0         |
| 2014                  | Giravanz Kitakyushu   | J2 League             | 0            | 0            | 0                     | 0                     | -             | -             | 0         | 0         |
| 2015                  | Blaublitz Akita       | J3 League             | 36           | 0            | 2                     | 0                     | -             | -             | 38        | 0         |
| Tổng                  | Tổng                  | Tổng                  | 39           | 0            | 1                     | 0                     | 2             | 0             | 42        | 0         |